# MZ TS 250
Die Motorräder der Baureihe MZ TS 250 wurden im VEB Motorradwerk Zschopau in den Jahren 1973 bis 1976 gebaut. Auf der Leipziger Herbstmesse 1972 hatte der Hersteller die neuentwickelte TS 250 erstmals der Öffentlichkeit gezeigt. Im April 1973 begann die Großserienfertigung. Im Juni des gleichen Jahres wurde die TS-Baureihe durch die MZ TS 125 und TS 150 ergänzt.
Am 1. September 1976 begann die Serienproduktion des Nachfolgemodells TS 250/1, das mit einigen Veränderungen im Vergleich zur bis dahin produzierten TS 250 aufwartete. Der breiten Öffentlichkeit wurde das Motorrad auf der am 5. September 1976 gestarteten Leipziger Herbstmesse präsentiert.
Das Kürzel TS in der Modellbezeichnung stand für „Teleskopgabel, Schwinge“.

## TS 250

### Technik
Fahrwerk
Das Fahrgestell ist ein Parallelrohr-Brückenrahmen mit Teleskopgabel vorn und gezogener Langschwinge hinten. Das Konstruktionsprinzip des Rahmens wurde von der seinerzeit bereits 10 Jahre im Motorradgeländesport bewährten ETS 250/G abgeleitet. Das Heckteil besteht ebenfalls aus Rohren. Der Hersteller MZ hob die gegenüber der ETS 250/G erhöhte Biegesteifigkeit in der Längsachse mit 50 % und die Verdrehsteifigkeit mit 35 % besonders hervor. Im Gegensatz zur Straßenmaschine ETS 250 ist die Felgengröße (16 Zoll) vorn und hinten einheitlich. Die Teleskopgabel hat offenliegende Führungsrohre, für die Steuerlager wurden verschleißfeste Radialrillenkugellager eingesetzt.
Antrieb
Zum neu konstruierten Rahmen war bereits ab Ende der 1960er-Jahre ein neuer, seinerzeit moderner Motor entwickelt worden. Das Gehäuse war horizontal geteilt, was die Montage von Kurbelwelle und 5-Gang-Getriebe vereinfachte. Zudem verfügte die Antriebseinheit über 12-Volt-Elektrik, optional elektrischen Anlasser und Getrenntschmierung. Die für eine Serienproduktion notwendigen Investitionen für Werkzeuge und Maschinen wurden aber staatlicherseits nicht genehmigt.
Somit musste auf den Motor MM 250/2 der ES- und ETS-Modelle zurückgegriffen werden. Er wurde geringfügig weiterentwickelt und als MM 250/3 bezeichnet. Dieser Motor ist ein fahrtwindgekühlter, schlitzgesteuerter Einzylinder-Zweitaktmotor. Sein Hubraum beträgt 243 cm³; die Motorleistung ist mit 19 PS (ab 1976: 19,4 PS) angegeben. Das Öl-Kraftstoff-Mischungsverhältnis konnte von 1 : 33 auf 1 : 50 abgesenkt werden. Geändert wurden Kickstarter- und Schalthebel sowie der Lichtmaschinendeckel. Eine Neuentwicklung war die elastische Motoraufhängung am Fußteil des Rahmens und Aufhängung mit „Silentblock“ am Zylinderdeckel. Der Vergaser des Motors ist ein Zentralschwimmervergaser 30N 2–3 der Berliner Vergaser-Fabrik. Die beiden Rohre der Rahmenbrücke sind in das Ansaugluftsystem einbezogen und mindern das Ansauggeräusch. Der Tachometerantrieb wurde vom Getriebeausgang auf die Hinterradnabe verlegt.
Wie bei allen MZ-Modellen, begonnen mit der RT 125/1, ist die Sekundärkette mit dem Kettenschutz aus Gummischläuchen und Kettenkasten aus Duroplast an der Hinterradnabe vollgekapselt.
Elektrische Anlage
Für die elektrische Anlage wurden eingesetzt: Gleichstrom-Lichtmaschine mit 60 W Leistung, Frontscheinwerfer mit 170 mm Durchmesser, asymmetrischem Abblendlicht mit 45/40 W-Zweifadenglühlampe sowie Brems-Schluss-Kennzeichen-Leuchte mit 21 W Leistung.
Die sogenannten Ochsenaugen an den Lenkerenden, die MZ seit Einführung der Pflicht von Blinkleuchten verwendete, wichen Blinkleuchten an Vorderbau und Heck des Motorrades.
Seitenwagen
Mit Serienbeginn der TS 250 war seitens MZ eine Abkehr von Motorradgespannen geplant und eine Ausrüstung für Seitenwagen nicht vorgesehen. Durch Kundenwünsche und nicht zuletzt auf Intervention der Redaktion der Fachzeitschrift KFT wurde ein Seitenwagenanschluss konstruktiv ergänzt. Die Serienfertigung gespanntauglicher Rahmen begann im Dezember 1974. Ein nachträglicher Umbau eines Solorahmens mit den erforderlichen Teilen ist möglich und zulässig. Den ab Werk angebotenen Seitenwagen Superelastik fertigte Stoye-Fahrzeugbau-Leipzig (ab 1972 ein Zweigwerk des VEB Motorradwerk Zschopau). Wahlweise konnte ein Lastenseitenwagen geliefert werden.

### Modellpflege
Im Laufe der Produktionszeit der TS 250 gab es fortlaufend äußerliche und technische Veränderungen.
Bei Serienanlauf konnte zwischen Standard- und Luxusausführung gewählt werden. Die de Luxe hat einen 17,5-l-Tank (12,5 l in der Standard-Ausführung) und verchromte bzw. polierte Teile. Wahlweise konnten beide mit Flach- oder Hochlenker ausgerüstet werden. Als Zubehör waren ein Heck- sowie Seitengepäckträger erhältlich. Zusammen mit den Rahmenänderungen für den Anbau von Seitenwagen gab es ab Dezember 1974 unter anderem eine wartungsfreie Lagerung der Hinterradschwinge.

### Testberichte/Kritiken
Die Zeitschriften Kraftfahrzeugtechnik und Der deutsche Straßenverkehr testeten 1973 jeweils eine TS 250 der Nullserie. Übereinstimmend wurden die Sitzposition, die Eigenschaften des Motors im oberen Drehzahlbereich, das Fahrverhalten auf Straße und unbefestigten Wegen sowie die Federungseigenschaften der Teleskopgabel positiv bewertet. Bemängelt wurden eine schlechte Qualität der Reifen des Zulieferers Heidenau, Nebengeräusche aus gestörtem Verbrennungsablauf und beim Schalten sowie eine ratternde Kupplung. Gegenüber der ETS 250 wurde im Direktvergleich eine erfolgreiche Weiterentwicklung des Fahrwerks festgestellt, gleichzeitig aber das Fehlen einer spezifischen Gestaltungsidee angemerkt.
Das Fazit der Kraftfahrzeugtechnik nach 10.000 Kilometern Dauertest mit einer Maschine von 1974 fiel überwiegend positiv aus. Die Fahreigenschaften, Geradeauslauf, Sitzposition und Handlichkeit wurden positiv hervorgehoben. Es war kein nennenswerter Ausfall zu beklagen. (Ein bei rund 3050 Kilometern aufgetretener Kolbenklemmer war auf eine gelockerte Schraube am Ansaugstutzen und damit Falschluft zurückzuführen.) Die Motoreigenschaften wurden insgesamt gut bewertet, man wünschte sich jedoch ein Fünfganggetriebe und an den oben erwähnten Nebengeräuschen sollte MZ „arbeiten“. Die bereits zu Beginn des Tests kritisierten Hafteigenschaften der Reifen konnte eine hohe Haltbarkeit (am Ende des Tests waren vorn noch 70 und hinten 50 Prozent der Profiltiefe vorhanden) nicht aufwiegen. Ebenfalls als verbesserungswürdig beurteilt wurde der mäßige Komfort der Sitzbank.
Beide Zeitschriften beurteilten zudem den Gespannbetrieb. Angesichts dessen, dass die TS eine Teleskopgabel und die vordem von MZ produzierte ES eine Vorderradschwinge hat, fielen die Beurteilungen der Fahrstabilität nur befriedigend aus. Wie bereits an der Solomaschine wurde die Reifenqualität bemängelt. Die Verbrauchswerte erschienen zu hoch. Die Bremswirkung wurde als verbesserungswürdig eingestuft, die Überlegung zum Einsatz einer Scheibenbremsanlage geäußert und eine höhere Motorleistung gewünscht.
Herbert Friedrich, der unter anderem den Drehschieber bei DKW entwickelt hatte, fasste in der KFT einen Artikel über Fahrleistungsstreuungen bei der TS 250 ab. Die Fertigungstoleranz sei dergestalt, dass sich Leistungsstreuungen nach unten im Rahmen von 5 % abspielen und somit wenig ins Gewicht fallen. Am ehesten träten baulich bedingte Schwankungen durch abweichende Verdichtung oder die Auspuffanlage auf. Es sei ferner zu beachten, dass selbst unter sonst einwandfreien Bedingungen die Höchstgeschwindigkeit von 130 km/h nur mit einem leichten Fahrer mit eng anliegender Bekleidung, Flachlenker und geduckter Haltung erreicht wird. Schwereren Fahrern von beispielsweise 90 kg Gewicht riet Friedrich zu einem Austausch des 21-Zähne-Ritzel durch ein 20-Zähne-Ritzel, denn nur so erreiche der Motor im vierten Gang die für die Nennleistung benötigte Drehzahl, wobei in dem Fall 122–124 km/h erreicht werden. Die MZ-Maschinen seien zwar auf gute Kraftentfaltung schon bei mittleren Drehzahlen hin ausgelegt. Friedrich kritisierte aber, dass häufig Fahrer zu beobachten seien, die ihre 250er MZ im vierten Gang mit 50 km/h und weniger „quälen“ würden. Dies erhöhe nicht nur den Verschleiß, sondern zudem den Kraftstoffverbrauch.

### Sondermodelle

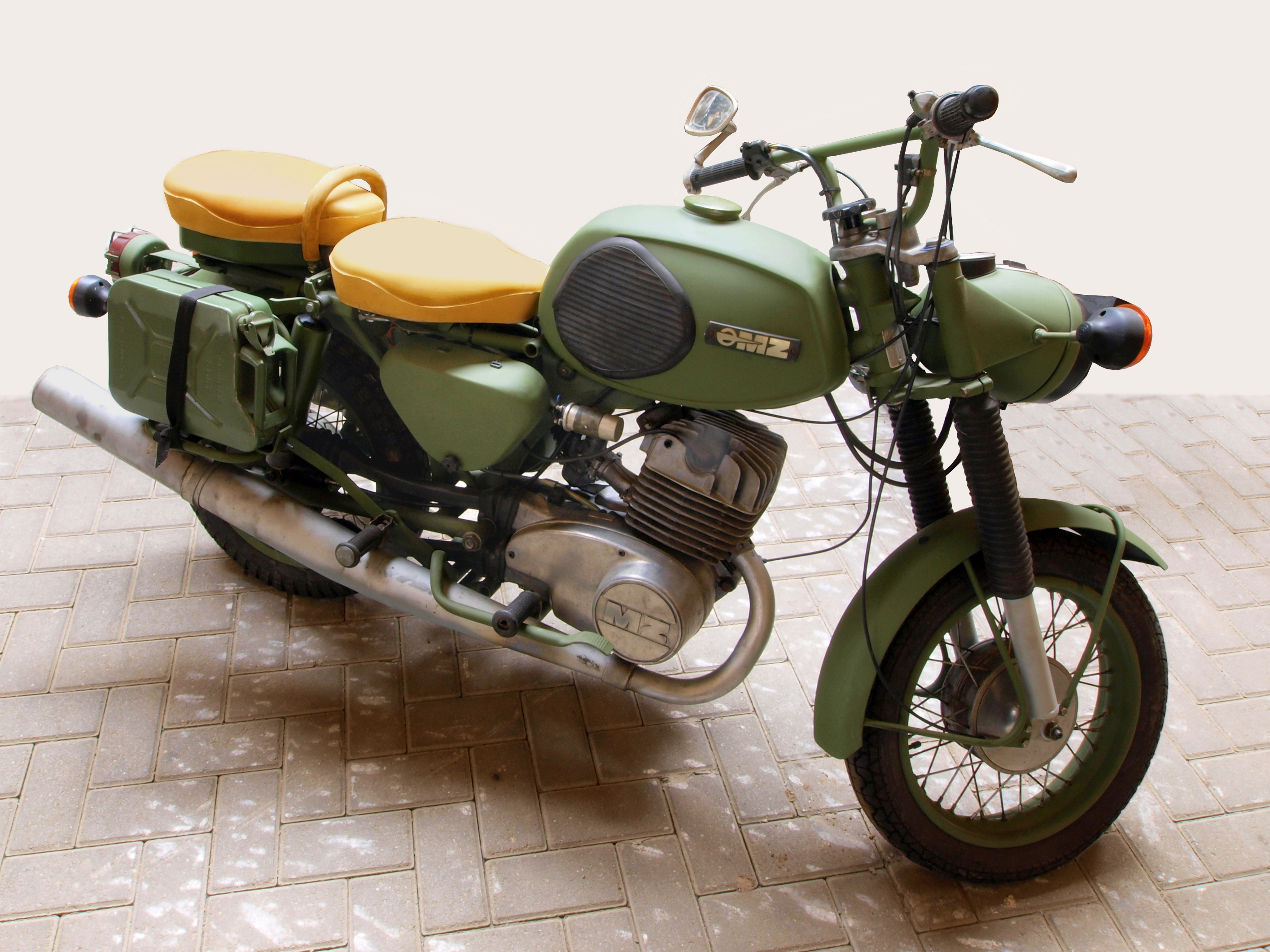
MZ TS 250 A

Ein Sondermodell war die TS 250 A für die Nationale Volksarmee. Sie hat unter anderem Einzelsitze, Seitengepäckträger, tiefer profilierte Reifen, eine leicht hochgezogene Auspuffanlage sowie eine Militärfahrzeugen entsprechende Lackierung. Von 1973 bis 1976 wurden 4118 Stück hergestellt, von denen 3370 (mit beiger Sonderlackierung) in den Irak exportiert wurden. 1975 gab es 40 Stück des Sondermodells TS 250/E (Eskort); 1974 bis 1976 waren es 1398 Stück des Sondermodells TS 250/F (Funkkrad für die Volkspolizei). 1975 wurden vom Sondermodell TS 250/M (Miliz) 950 Stück gebaut und davon 550 nach Polen exportiert.

### Stückzahlen
Einschließlich der Vorserie (61 Stück in 1972) wurden von 1973 bis 1976 insgesamt 101.015 MZ TS 250 hergestellt (ohne Sondermodelle).

## TS 250/1

### Technik
Abgesehen von vielen konstruktiven Details, betreffen die wesentlichsten Änderungen den Motor und die Umstellung auf eine 18-Zoll-Vorderradfelge wie bei der kleinen TS. Erstmals bei MZ erhielt ein Serienmotor ein Fünfganggetriebe. Damit wurden die Zugkraftschlüsse verbessert. Ein neu konstruiertes Schrittschaltwerk mit Überschaltsperre erleichterte das Schalten. Der Motor erhielt einen Drehzahlmesserantrieb auf der Kurbelwelle. Ebenfalls geändert wurde die Lagerung der Kupplung, wodurch die Nebengeräusche beim Betätigen unterbunden wurden. Ferner gab es kleinere Änderungen am Kickstarter, den Kurbelwellenlagern, dem Kolben sowie dem Zylinder, dem Zylinderdeckel sowie an der Ansaug- und Zündanlage. Der Zylinderdeckel wurde waagerecht verrippt und um die Körperschallemissionen des Zylinders zu dämpfen, wurden beidseitig je zwei „Dämpfungskämme“ vertikal über alle Rippen einschließlich Zylinderdeckel vorgesehen.
Den Drehzahlmesser erhielt die TS in der Luxusausführung. Tachometer und Drehzahlmesser sind in Instrumentenhaltern am oberen Ende der Teleskopgabel montiert.
Wie die letzte Ausführung der TS 250 kann die TS 250/1 als Gespannmaschine genutzt werden.

### Testberichte/Kritiken
Die Zeitschrift Kraftfahrzeugtechnik hob die Leistung des Motors mit dem seit Längerem gewünschten Fünfganggetriebe mit besserer Schaltbarkeit und besseren Zugkraftschlüssen hervor und attestierte eine „spritzigere“ Fahrweise gegenüber dem Vorgängermodell mit Vierganggetriebe. Ebenfalls positiv bewertet wurde die 18-Zoll-Vorderradfelge mit daraus resultierenden besseren Fahreigenschaften.
Die Kraftfahrzeugtechnik und Der deutsche Straßenverkehr testeten eine TS 250/1 über die Distanz von 4000 Kilometern. Man beurteilte die Fahrleistungen als sehr gut, zudem wurde die gegenüber der TS 250 verbesserte Bremsverzögerung hervorgehoben.
Beide Zeitschriften testeten zudem das Gespann. Urteilte man beim Vorgängermodell mit Seitenwagen lediglich befriedigend, so wirkte sich im Gespannbetrieb der neue Motor positiv aus. Die Bremsverzögerung wurde positiv bewertet, schien jedoch noch verbesserungsfähig.

### Sondermodelle

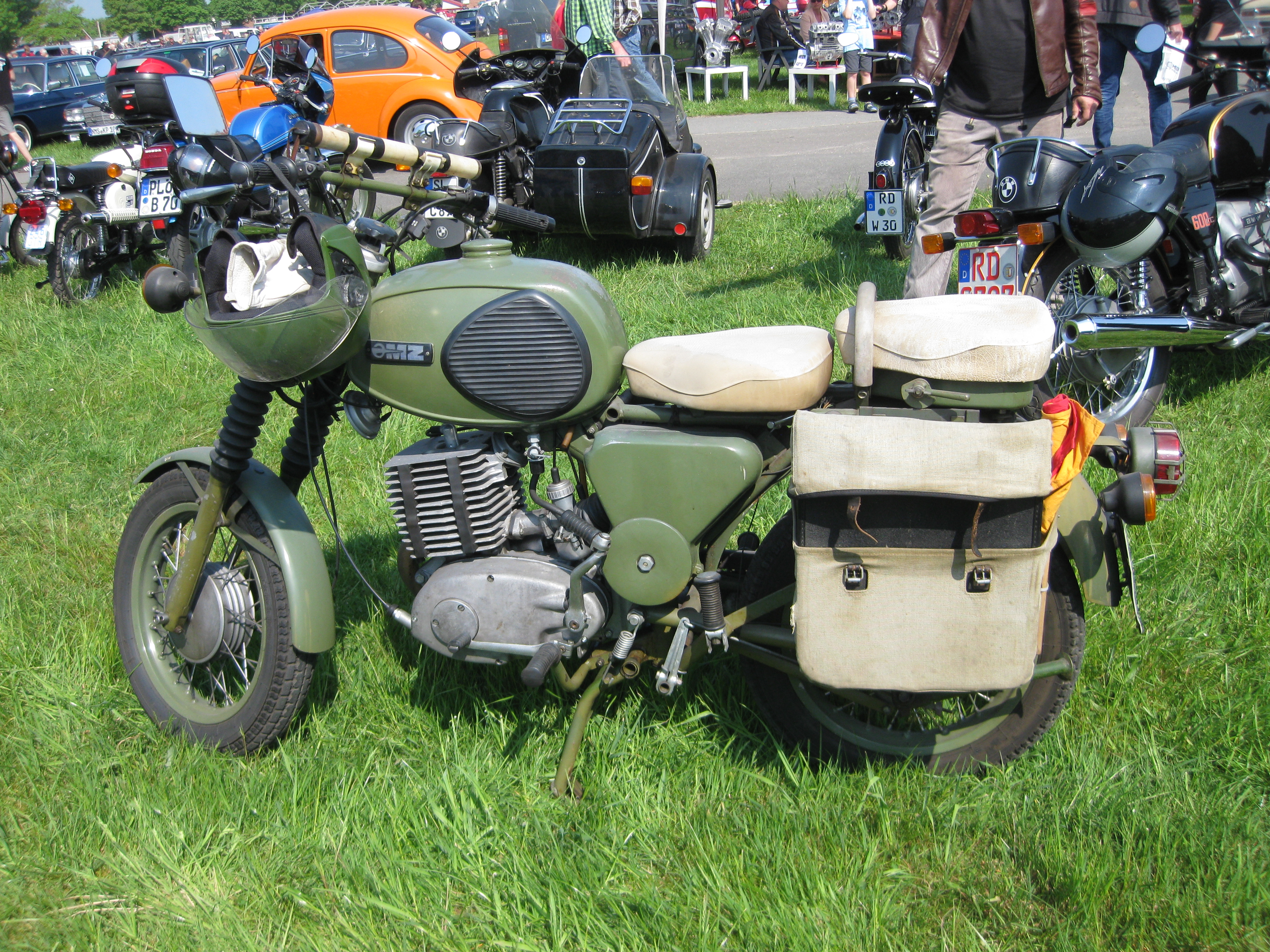
MZ TS 250/1 A

Wie beim Vorgänger gab es ein Sondermodell für die Nationale Volksarmee, die TS 250/1 A. Die Merkmale Einzelsitze, Seitengepäckträger, tiefer profilierte Reifen, leicht hochgezogene Auspuffanlage sowie Militärlackierung waren dem Vorgängermodell gleich. Von 1977 bis 1983 wurden 10.723 Stück hergestellt, davon 2646 für den Export in den Irak.
Daneben gab es ein Sondermodell TS 250/1F für die Deutsche Volkspolizei. Das Modell hatte einen großen Windschild, Beinschutzbleche, Einzelsitze und eine seitliche Packtasche. Auf der anderen Seite befand sich witterungsgeschützt das Funkgerät. 1980 entstanden noch einmal Sondermodelle für die Volkspolizei. Diesmal wurde das Funkgerät zur Verbesserung des Fahrverhaltens an der Stelle des Soziussitzes angeordnet. Von 1976 bis 1980 wurden 399 dieser Motorräder gebaut und davon 220 nach Bulgarien exportiert.
Von 1979 bis 1981 wurden 1500 Stück des Sondermodells TS 250/1M (Miliz) hergestellt und nach Polen exportiert.

### Stückzahlen
Von 1976 bis 1981 wurden insgesamt 167.925 Stück hergestellt (ohne Sondermodelle).

## Technische Daten im Vergleich

### Solomaschinen
|                       | TS 250                                                                                                   | TS 250/1                                                                                                 |
| --------------------- | --- | --- |
| Baujahre              | 1973–1976                                                                                                | 1976–1981                                                                                                |
| Motor                 | fahrtwindgekühlter Einzylinder-Zweitaktmotor, Kickstarter                                                | fahrtwindgekühlter Einzylinder-Zweitaktmotor, Kickstarter                                                |
| Steuerung             | Schlitzsteuerung                                                                                         | Schlitzsteuerung                                                                                         |
| Bohrung × Hub         | 69 × 65 mm                                                                                               | 69 × 65 mm                                                                                               |
| Hubraum               | 244 cm³                                                                                                  | 244 cm³                                                                                                  |
| Verdichtung           | 10 : 1                                                                                                   | 10 : 1                                                                                                   |
| Nennleistung          | 19 PS (14 kW) bei 5800/min                                                                               | 19,3 PS (14,2 kW) bei 5600/min Drosselung: 17 PS (12,5 kW) bei 5400/min                                  |
| max. Drehmoment       | 2,6 kpm (25,5 Nm) bei 4700/min                                                                           | 2,6 kpm (25,5 Nm) bei 4600/min bzw. 2,4 kpm (23,5 Nm) bei 4600/min                                       |
| Gemischaufbereitung   | BVF-Rundschiebervergaser, Ansaugdurchmesser 30 mm                                                        | BVF-Rundschiebervergaser, Ansaugdurchmesser 30 mm                                                        |
| Schmierung            | Zweitaktgemisch 1 : 50                                                                                   | Zweitaktgemisch 1 : 50                                                                                   |
| Zündung               | Batteriezündung, kontaktgesteuert                                                                        | Batteriezündung, kontaktgesteuert                                                                        |
| Lichtmaschine         | Gleichstromlichtmaschine 6 V – 90 W                                                                      | Gleichstromlichtmaschine 6 V – 90 W                                                                      |
| Batterie              | 6 V – 12 Ah                                                                                              | 6 V – 12 Ah                                                                                              |
| Bordspannung          | 6 V | 6 V |
| Kupplung              | Mehrscheibenkupplung im Ölbad, mechanisch betätigt                                                       | Mehrscheibenkupplung im Ölbad, mechanisch betätigt                                                       |
| Getriebe              | 4-Gang-Stirnrad-Wechselgetriebe, klauengeschaltet                                                        | 5-Gang-Stirnrad-Wechselgetriebe, klauengeschaltet                                                        |
| Sekundärübersetzung   | 21/47 | 21/47 |
| Endantrieb            | Rollenkette (vollgekapselt)                                                                              | Rollenkette (vollgekapselt)                                                                              |
| Rahmen                | Stahl-Zentralrohr-Brückenrahmen                                                                          | Stahl-Zentralrohr-Brückenrahmen                                                                          |
| Maße (L × B × H)      | 2050 × 735 × 1110 mm (mit Hochlenker); 2050 × 620 × 1040 mm (mit Flachlenker)                            | 2075 × 865 × 1195 mm (mit Hochlenker); 2075 × 730 × 1136 mm (mit Flachlenker)                            |
| Radstand              | 1355 mm                                                                                                  | 1355 mm                                                                                                  |
| Sitzhöhe              | 770 mm                                                                                                   | 770 mm                                                                                                   |
| Radaufhängung vorn    | Teleskopgabel, hydraulisch gedämpft, nicht einstellbar, Federweg 185 mm                                  | Teleskopgabel, hydraulisch gedämpft, nicht einstellbar, Federweg 185 mm                                  |
| Radaufhängung hinten  | Zweiarmschwinge aus Rundstahlrohr, über 2 Federbeine abgestützt, Federweg 105 mm, Federbasis verstellbar | Zweiarmschwinge aus Rundstahlrohr, über 2 Federbeine abgestützt, Federweg 105 mm, Federbasis verstellbar |
| Felgengröße vorn      | Drahtspeichenrad, 1,85 × 16″                                                                             | Drahtspeichenrad, 1,6 × 18″                                                                              |
| Felgengröße hinten    | Drahtspeichenrad, 2,15 × 16″                                                                             | Drahtspeichenrad, 2,15 × 16″                                                                             |
| Bereifung vorn        | 3.00-16 48P TT                                                                                           | 2.75-18 48P TT                                                                                           |
| Bereifung hinten      | 3.50-16 58P TT                                                                                           | 3.50-16 58P TT                                                                                           |
| Bremse vorn           | Trommelbremse, ø 160 mm, seilzugbetätigt                                                                 | Trommelbremse, ø 160 mm, seilzugbetätigt                                                                 |
| Bremse hinten         | Trommelbremse, ø 160 mm, mechanisch über Gestänge betätigt                                               | Trommelbremse, ø 160 mm, mechanisch über Gestänge betätigt                                               |
| Leergewicht           | 130 kg                                                                                                   | 130 kg                                                                                                   |
| zul. Gesamtgewicht    | 320 kg                                                                                                   | 320 kg                                                                                                   |
| Tankinhalt            | 17,5 l (Reserve: 1,5 l)                                                                                  | 17,5 l (Reserve: 1,5 l)                                                                                  |
| Höchstgeschwindigkeit | 120 km/h                                                                                                 | 120 km/h                                                                                                 |

### Motorradgespanne

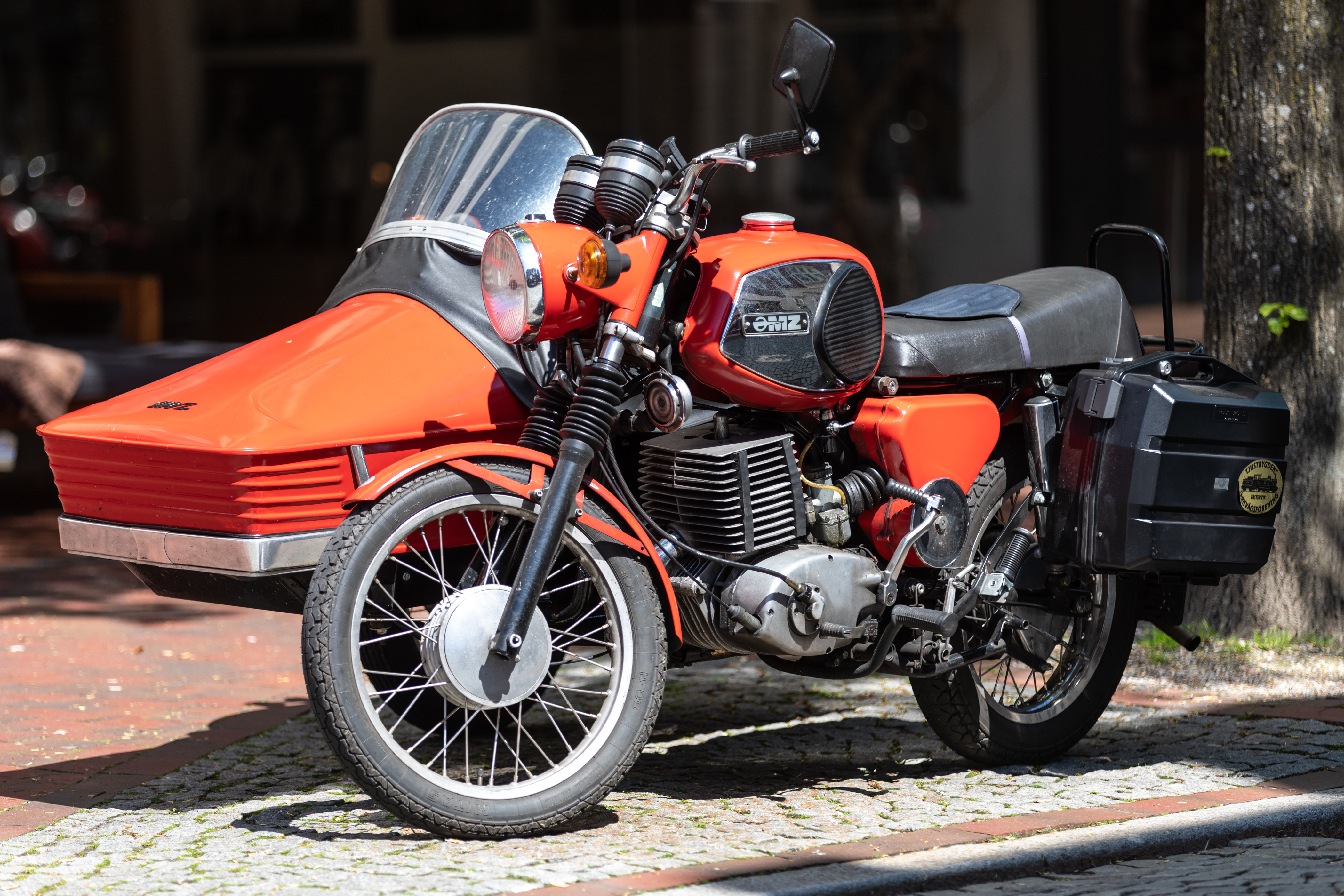
MZ TS 250/1 mit Seitenwagen Superelastik

| Baujahre                  | 1974–1976                                                             | 1976–1981                                                             |             |             |             |
| Seitenwagen-Rahmen        | geschweißte Blechprofile, 3 Anschlusspunkte zum Motorradrahmen        | geschweißte Blechprofile, 3 Anschlusspunkte zum Motorradrahmen        |             |             |             |
| Länge                     | 2075 mm                                                               | 2075 mm                                                               |             |             |             |
| Breite                    | 1610 mm                                                               | 1610 mm                                                               |             |             |             |
| Radaufhängung Seitenwagen | 2-Armschwinge abgestützt mit hydraulischem Federbein, Federweg 100 mm | 2-Armschwinge abgestützt mit hydraulischem Federbein, Federweg 100 mm |             |             |             |
| Felgengröße Seitenwagen   | Drahtspeichenrad, 2,15 × 16″                                          | Drahtspeichenrad, 2,15 × 16″                                          |             |             |             |
| Bereifung Seitenwagen     | 3.50-16 58P TT                                                        | 3.50-16 58P TT                                                        |             |             |             |
| Bremse Seitenwagen        | Trommelbremse, ø 150 mm, mechanisch über Gestänge betätigt            | Trommelbremse, ø 150 mm, mechanisch über Gestänge betätigt            |             |             |             |
| Trockengewicht            | 232 kg; Lastenseitenwagen: 228 kg                                     | 232 kg; Lastenseitenwagen: 228 kg                                     |             |             |             |
| zul. Gesamtgewicht        | 503 kg                                                                | 503 kg                                                                |             |             |             |
| max. Zuladung Seitenwagen | 112 kg; Lastenseitenwagen: 125 kg                                     | 112 kg; Lastenseitenwagen: 125 kg                                     |             |             |             |
| Höchstgeschwindigkeit     | 85–100 km/h                                                           | 85–100 km/h                                                           | 85–100 km/h | 85–100 km/h | 85–100 km/h |

## Trivia
1977 unternahm der Brite David Baynam eine Motorradreise vom Polarkreis in Finnland bis nach Kapstadt und legte dabei mehr als 35.000 mi (56.327 km) auf der von ihm dafür gewählten MZ TS 250 zurück. Ein Jahr darauf fuhr er auf dem Nachfolgemodell TS 250/1 (in Großbritannien als MZ Supa 5 vermarktet) zwischen dem 11. Juni 1978 und 18. April 1979 ausgehend von New York quer durch Nord- und Südamerika mit Endpunkt in Brasilien, eine Distanz von rund 48.000 mi (77.249 km). Die TS 250/1 wurde ihm nach eigenen Angaben vom VEB MZ gratis zur Verfügung gestellt. 1990 zitierte das inzwischen als Motorradwerk Zschopau GmbH firmierende Unternehmen in einem eigenen Magazin aus einem Brief Baynams von 1979 an das Werk: „Es ist keine Übertreibung zu sagen, daß viele Leute beeindruckt waren von der Leistung der MZ. Es ist bestimmt das beste von den 25 Motorrädern, die ich besessen habe.“